# Morombe (stad)
Morombe is een stad in Madagaskar, gelegen in de regio Atsimo-Andrefana aan de westkust. 

## Geschiedenis
Tot 1 oktober 2009 lag Morombe in de provincie Toliara. Deze werd echter opgeheven en vervangen door de regio Atsimo-Andrefana. Tijdens deze wijziging werden alle autonome provincies opgeheven en vervangen door de in totaal 22 regio's van Madagaskar.

## Infrastructuur
De stad beschikt over haar eigen luchthaven, ook ligt de stad bij de delta van de rivier de Mangoky, waar zich de grootste mangrovebossen van Madagaskar bevinden.